# نیه (شهر)
نیه یا نه شهری تاریخی متعلق به سرزمین سیستان بود که در مرز امروزی ایران و افغانستان قرار دارد. آن را از بناهای ارشیر بابکان گفته‌اند. به فاصله کمی در باختر دریاچه زره در مرز قهستان و لب کویر بزرگ است.
گای لو استرنج در کتاب خود به نام سرزمین‌های خلافت شرقی در سال ۱۹۰۵ نوشت:

در فاصله ای در غرب دریاچه زره، در مرز کوهستان و نزدیک به مرز کویر بزرگ، شهر نه یا نیه قرار دارد که جغرافی دانان عرب پیشین آن را متعلق به سیستان نامیده‌اند. مقدسی از آن به عنوان شهر مستحکمی یاد می‌کند که خانه‌های آن از خشت ساخته شده و آب توسط کانال‌های زیرزمینی از تپه‌ها پایین می‌آمد. یعقوت و مستوفی نیز به نیه اشاره کرده‌اند که با این حال جزئیاتی اضافه نکرده‌اند، مگر اینکه بیان کنند که توسط شاه اردشیر بابکان تأسیس شده است، اگرچه در حال حاضر بقایای استحکامات بزرگ و ویرانه‌های عظیم یافت شده در اینجا به نظر می‌رسد. ثابت کند که در قرون وسطی این مکان از اهمیت زیادی برخوردار بوده است.

در کتاب تاریخ سیستان، از ۱۶ کوره (ولایتِ) متعلق به سیستان نام برده شده است:
که جبل نیهْ (نهبندان) را یکی از ولایت‌های متعلق به سیستان می‌داند.